# روکو بالزویچ
روکو بالزویچ (به انگلیسی: Roko Blažević) (زاده ۱۰ مارس ۲۰۰۰) خواننده کروات است.
او در مسابقه آواز یوروویژن ۲۰۱۹ نماینده کرواسی بود.